# Gampsocleis sedakovii
Gampsocleis sedakovii är en insektsart som först beskrevs av Fischer von Waldheim 1846.  Gampsocleis sedakovii ingår i släktet Gampsocleis och familjen vårtbitare.

## Underarter
Arten delas in i följande underarter:
- G. s. obscura
- G. s. sedakovii